# Bát

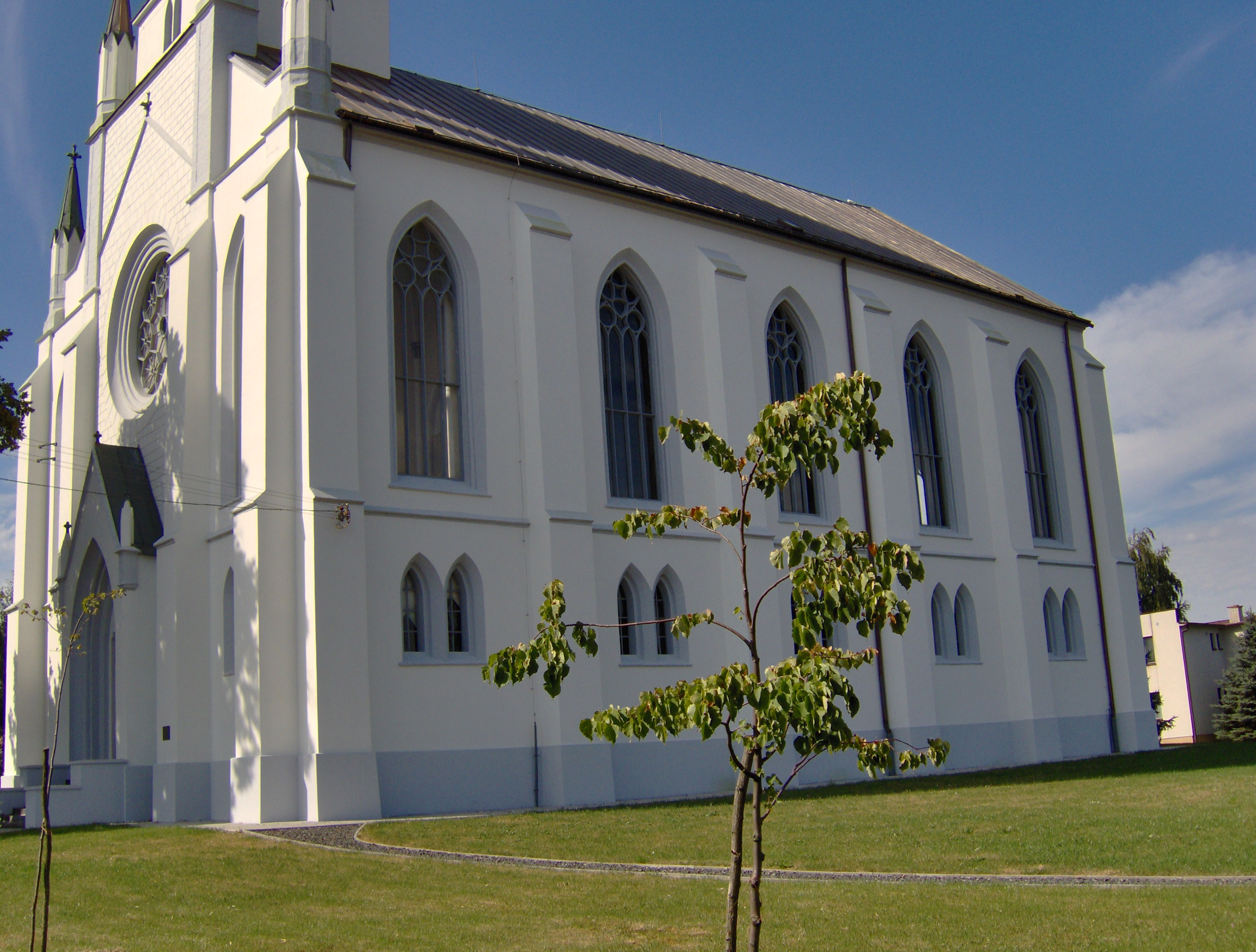
Báti evangélikus templom

Bát (korábban Asszonyvásár, szlovákul: Bátovce, németül: Frauenmarkt) község Szlovákiában, a Nyitrai kerület Lévai járásában. Élesfalu tartozik hozzá. 1922-ig járási székhely.

## Fekvése
Lévától 14 km-re északkeletre, a Selmec patak partján fekszik.

## Története
Területén már a történelem előtti időkben éltek emberek, ezt bizonyítja az a számos lelet, amely a régészeti kutatások során került itt elő. A kőkorszakból a lengyeli kultúra, valamint a vonaldíszes kerámiák népének cserépmaradványai, a bronzkorból bronz használati tárgyak, szekercék kerültek elő.
Bátot 1037-ben a bakonybéli Szent Móric kolostor alapításával kapcsolatban említi először írott forrás, mint a kolostor birtokát. A hagyomány szerint Salamon király hadvezére, "bátor" Opos alapította, innen ered a neve, mely névadója a nevezetes Báthori-családnak. Első keresztelőkápolnája 1070-ben már állt, majd a 13. században felépült a templom is. Még ebben a században német telepesek érkeztek ide és mezővárosi rangra emelkedett. Következő említésekor, 1086-ban Szent László király megerősíti a bakonybéli kolostort birtokaiban. A 14. században számos alkalommal történik említés a településről. 1320-ban Károly Róbert király az esztergomi érsekségnek adományozta. 1327-ben már német bányászok lakták. 1388-ra bányavárossá fejlődött. A 16. században már fejlett volt a báti kézművesség is, híresek voltak az itteni céhek. A 17. században török támadások érték. 1780-ban Hont vármegye egyik szolgabírói járásának székhelye.
Vályi András szerint "BÁT. Frauenmark. Batucze. Elegyes falu Hont Vármegyében, lakosai katolikusok, fekszik tót Bakának szomszédságában."
Fényes Elek szerint "Báth, (Frauenmarkt, Bátovce), tót m. város, Honth vgyében,, Selmecztől délre 4 órányira, egy kies kellemes vidéken. Kath. és evang. anyatemplomok, több uradalmi épületek; boltok, és nemesi curiák; vendégfogadó, postahivatal. Lakosai, kik hajdan németek voltak, 480 kath., és 685 evang. mennek; s a régi időkben jeles szabadságokkal éltek, sőt bányájok is volt, de ezeknek ma csak nyomai látszanak. Határja nagy és termékeny; szőlőhegye tágas, legelője elég; tölgyes, bikkes erdeje jó karban tartatik; országos és hetivásárjai mind marhára, mind gabonára nevezetesek. F. u. Eszterházy herczeg."
A trianoni békeszerződésig Hont vármegye Báti járásának székhelye volt. 1919 júliusában Disznóspuszta térségében nagyobb csata volt a csehszlovák csapatok és a Magyar Tanácsköztársaság erői között. 1943-ban Elesfalut csatolták hozzá.
A ma Báthoz tartozó Disznóspuszta (Kmetovce) egykor önálló község volt. 1312-ben említik először, amikor Zsemberi Ambrosius másfél ekényi itteni földjét lányának, Erzsébetnek adja. Többek között a Szigethy, Horváthy, Turcsány, Dalmadi, Szmrecsányi, Hancsók és Stummer családok birtokolták. A 19. század közepén 160-an lakták, akik főként mezőgazdasággal foglalkoztak. A falunak vízimalma is volt.

## Népessége
| Év:            | 1994. | 2004.   | 2014.   | 2024.   |
| -------------- | ----- | ------- | ------- | ------- |
| Emberek száma: | 1053  | 1080    | 1110    | 1180    |
| Eltérés:       |       | +2,56 % | +2,77 % | +6,30 % |

| Év:            | 2023. | 2024.   |
| -------------- | ----- | ------- |
| Emberek száma: | 1189  | 1180    |
| Eltérés:       |       | -0,75 % |

1880-ban 1301 lakosából 33 német, 358 magyar és 877 szlovák anyanyelvű volt. Ebből 800 evangélikus, 446 római katolikus, 6 református és 49 izraelita vallású volt.
Élesfalu 207 lakosából 2-2 magyar és német, illetve 185 szlovák anyanyelvű volt. Ebből 153 evangélikus, 51 római katolikus, 2 izraelita és 1 református vallású volt.
1890-ben 1355 lakosából 153 magyar és 1168 szlovák anyanyelvű volt.
Élesfalu 192 lakosából 6 magyar és 173 szlovák anyanyelvű volt.
1900-ban 1423 lakosából 247 magyar és 1153 szlovák anyanyelvű volt.
Élesfalu 196 lakosából 191 szlovák anyanyelvű volt.
1910-ben 1318 lakosából 16 német, 260 magyar, 1021 szlovák és 21 egyéb anyanyelvű volt. Ebből 780 evangélikus, 461 római katolikus, 6 református, 70 izraelita és 1 görög keleti vallású volt.
Élesfalu 193 lakosából 30 magyar és 141 szlovák anyanyelvű volt.
1921-ben 1311 lakosából 9 zsidó, 21 német, 55 magyar, 1206 csehszlovák, 2 egyéb és 18 külföldi volt. Ebből 670 evangélikus, 547 római katolikus, 61 református, 25 izraelita és 8 egyéb vallású volt.
Élesfalu 211 lakosa mind csehszlovák volt.
1930-ban 1294 lakosából 8 magyar és 1274 csehszlovák volt.
Élesfalu 248 lakosából 1 magyar és 247 csehszlovák volt. Ebből 125 evangélikus, 122 római katolikus és 1 görög katolikus vallású volt.
1944-ben Élesfalut Báthoz csatolták.
1991-ben 1104 lakosából 7 magyar és 1086 szlovák volt.
2001-ben 1077 lakosából 4 magyar és 1023 szlovák volt.
2011-ben 1074 lakosából 10 magyar és 1029 szlovák.
2021-ben 1184 lakosából 6 (+3) magyar, 2 (+8) cigány, 1 (+1) ruszin, 1106 (+5) szlovák, 14 (+8) egyéb és 55 ismeretlen nemzetiségű volt.

## Nevezetességei
- Szent Márton tiszteletére szentelt római katolikus temploma 13. századi eredetű. A 14. században gótikus stílusban építették át. 1730-ban barokkizálták, majd 1787-ben szentélyét építették újjá. A gótikus oltár 15. századi táblaképei ma az esztergomi Keresztény Múzeumban láthatók.
- Evangélikus temploma 1873-ban épült neogótikus stílusban. A templom teljes külső felújítása, tetőcseréje, környékének parkosítása 2010 májusában lett befejezve.
- A faluban egy 17. századi kúria és egy 1766-ban épült barokk kőhíd áll.
- Turistacsalogatók a báti borospincék.
- Határában fürdésre és sportolásra alkalmas tó található.

## Neves személyek
- Itt született 1750-ben Hamaliar Márton evangélikus lelkész, költő, a selmeci líceum tanára.
- Itt született 1753. január 16-án Haliczky András író.
- Itt született 1905-ben Ján Igor Hamaliar szlovák irodalomkritikus, történész.
- Itt hunyt el 1809-ben Csernyánszky Sámuel író, költő, műfordító.
- Itt hunyt el 1849-ben Horváth József orvos, orvosi művek szerzője, a Magyar Tudományos Akadémia rendes tagja.
- Itt szolgált Antoni Dániel evangélikus lelkész.